# 후안 네그린

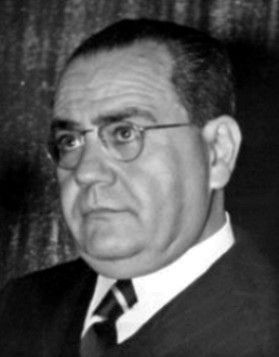
후안 네그린

후안 네그린 이 로페스(스페인어: Juan Negrín y López, 1892년 2월 3일 ~ 1956년 11월 12일)는 스페인 출신의 정치인이자 의사이다.
라스 팔마스 데 그란 카나리아에서 태어난 후, 그는 대학의 교수가 되었다. 1929년 스페인 사회주의노동자당(PSOE)에 입당한 후 그는 1936년 9월 재무부장관이 되었다. 1937년 5월에는 마누엘 아사냐에 의해 135번째 총리가 되었다.
스페인 내전 도중 소련에게 금을 소련의 무기와 바꾸는 결정을 내렸고, 인민전선 정부가 이오시프 스탈린의 지배에 넘어갔다는 비판을 받았다. 스페인 내전이 끝난 후 1939년부터 1945년까지 망명정부의 총리로 있었으며, 1956년 파리에서 사망하였다.